# Le Cailar
Pour l’article ayant un titre homophone, voir Le Caylar.
Le Cailar est une commune française située dans le sud du département du Gard, en région Occitanie.
Exposée à un climat méditerranéen, elle est drainée par le canal d'irrigation du Bas-Rhône Languedoc, le canal du Rhône à Sète, le Vieux Vistre, la Cubelle, le Rhony, Canal le Vistre et par un autre cours d'eau. Incluse dans la Camargue (delta du Rhône), la commune possède un patrimoine naturel remarquable : trois sites Natura 2000 (la « Petite Camargue », la « Camargue gardoise fluvio-lacustre » et les « costières nîmoises »), deux espaces protégés (les « Costières de Nimes » et la Petite Camargue) et six zones naturelles d'intérêt écologique, faunistique et floristique.
Le Cailar est une commune rurale qui compte 2 566 habitants en 2022, après avoir connu une forte hausse de la population depuis 1962. Elle est dans l'unité urbaine du Cailar. Ses habitants sont appelés les Cailarens ou Cailarennes.
Le patrimoine architectural de la commune comprend deux immeubles protégés au titre des monuments historiques : l'église Saint-Étienne, inscrite en 1951, et les arènes du Cailar, inscrites en 1993.

## Géographie

### Communes limitrophes
Les communes de Vauvert, Aigues-Vives, Saint-Laurent-d'Aigouze, Aimargues, Codognan, Vergèze et Vestric-et-Candiac sont limitrophes de la commune du Cailar.

### Climat
Pour des articles plus généraux, voir Climat de l'Occitanie et Climat du Gard.
En 2010, le climat de la commune est de type climat méditerranéen franc, selon une étude s'appuyant sur une série de données couvrant la période 1971-2000. En 2020, Météo-France publie une typologie des climats de la France métropolitaine dans laquelle la commune est exposée à un climat méditerranéen et est dans la région climatique Provence, Languedoc-Roussillon, caractérisée par une pluviométrie faible en été, un très bon ensoleillement (2 600 h/an), un été chaud (21,5 °C), un air très sec en été, sec en toutes saisons, des vents forts (fréquence de 40 à 50 % de vents > 5 m/s) et peu de brouillards.
Pour la période 1971-2000, la température annuelle moyenne est de 14,5 °C, avec une amplitude thermique annuelle de 16,9 °C. Le cumul annuel moyen de précipitations est de 675 mm, avec 5,8 jours de précipitations en janvier et 2,5 jours en juillet. Pour la période 1991-2020, la température moyenne annuelle observée sur la station météorologique la plus proche, située sur la commune de Gallargues-le-Montueux à 7 km à vol d'oiseau, est de 15,5 °C et le cumul annuel moyen de précipitations est de 674,8 mm,. Pour l'avenir, les paramètres climatiques de la commune estimés pour 2050 selon différents scénarios d'émission de gaz à effet de serre sont consultables sur un site dédié publié par Météo-France en novembre 2022.

### Milieux naturels et biodiversité

#### Espaces protégés
La protection réglementaire est le mode d’intervention le plus fort pour préserver des espaces naturels remarquables et leur biodiversité associée,.
La commune fait partie de la Camargue (delta du Rhône), un territoire reconnu réserve de biosphère par l'UNESCO en 1977 pour ses nombreux bombements sources de diversité : bourrelets alluviaux des bras anciens et actuels du Rhône et cordons dunaires élaborés par les courants marins et les rivages historiques de la Méditerranée. Entre ces replis encore en partie boisés, dans les dépressions, se répartissent des terres basses occupées par les lagunes bordées de steppes salées, les marais à roselières en partie exploités pour la coupe du roseau et les étangs - dont le plus grand, le Vaccarès, occupe 6 500 hectares,.
Deux autres espaces protégés sont présents sur la commune : 
- les « Costières de Nimes », un terrain acquis (ou assimilé) par un conservatoire d'espaces naturels, d'une superficie de 2 027 ha[12] ;
- la Petite Camargue, une zone humide protégée par la convention de Ramsar, d'une superficie de 41 705,5 ha[13].

#### Réseau Natura 2000

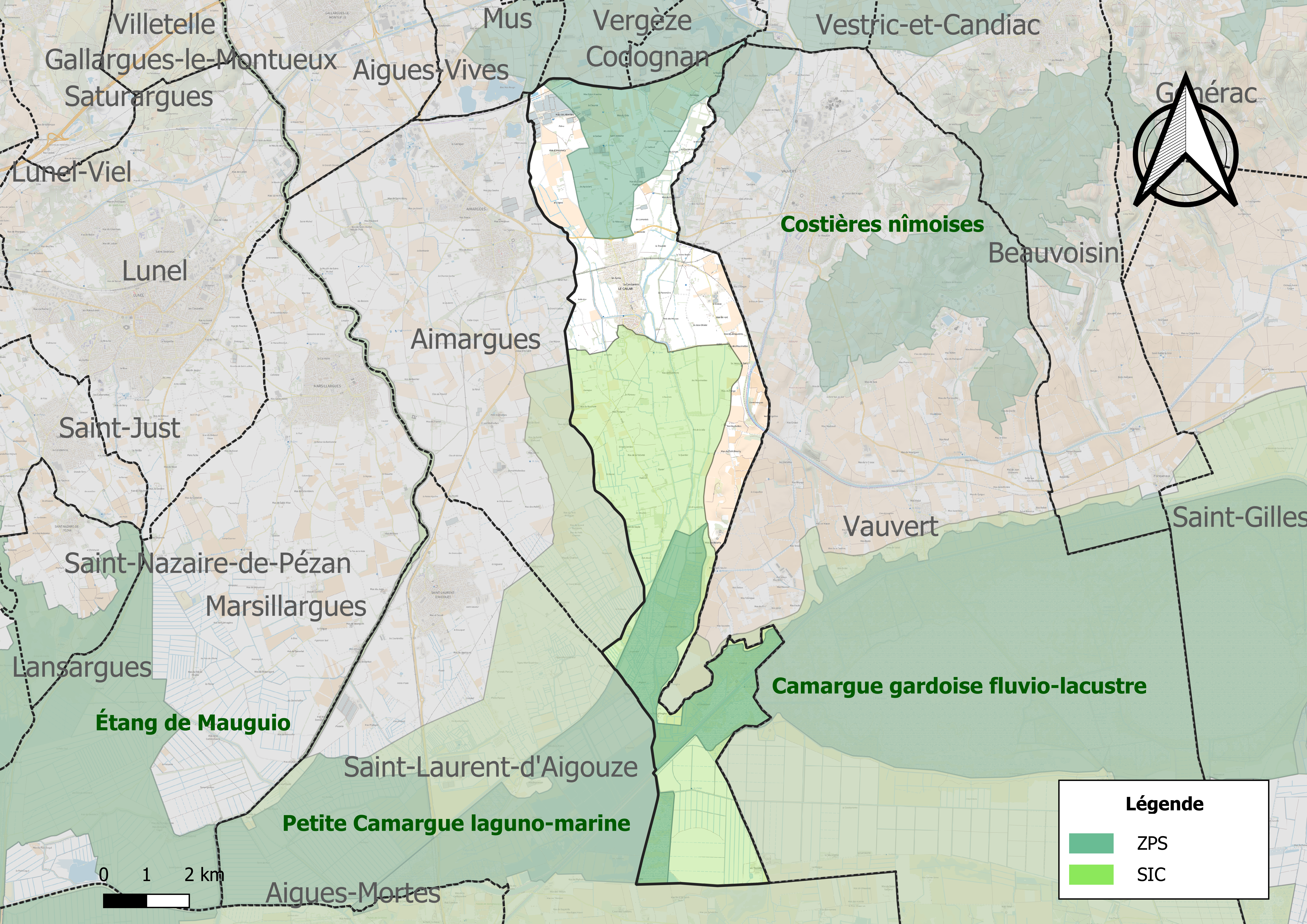
Site Natura 2000 sur le territoire communal.

Le réseau Natura 2000 est un réseau écologique européen de sites naturels d'intérêt écologique élaboré à partir des directives habitats et oiseaux, constitué de zones spéciales de conservation (ZSC) et de zones de protection spéciale (ZPS).
Un site Natura 2000 a été défini sur la commune au titre de la directive habitats :
- la « petite Camargue », d'une superficie de 34 412 ha, une grande zone humide littorale indissociable de la Camargue provençale. Il comprend deux ensembles très intéressants : d'une part une zone laguno-marine avec un important massif dunaire actif avec de nombreuses dunes vives et fixées dont certaines boisées (Genévriers et Pins pignons) et d'autre part une zone fluvio-lacustre constituée de marais et d'étangs doux à saumâtres[16].

et deux au titre de la directive oiseaux : 
- le « Camargue gardoise fluvio-lacustre », d'une superficie de 5 728 ha, comprenant une vaste zone (2 600 ha) de marais dulçaquicoles constituée par les étangs du Charnier, du Grey et du Scamandre ceinturés par la plus vaste étendue de roselières de la région (1 760 ha)[17] ;
- les « Costières nîmoises », d'une superficie de 13 479 ha, qui accueillait, en 2004, 300 mâles chanteurs, soit 60% des mâles reproducteurs de la région et près du quart des mâles reproducteurs en France[18].

#### Zones naturelles d'intérêt écologique, faunistique et floristique
L’inventaire des zones naturelles d'intérêt écologique, faunistique et floristique (ZNIEFF) a pour objectif de réaliser une couverture des zones les plus intéressantes sur le plan écologique, essentiellement dans la perspective d’améliorer la connaissance du patrimoine naturel national et de fournir aux différents décideurs un outil d’aide à la prise en compte de l’environnement dans l’aménagement du territoire.
Cinq ZNIEFF de type 1 sont recensées sur la commune :
- les « étangs du Charnier et du Scamandre » (4 301 ha), couvrant 4 communes du département[20] ;
- le « marais de Mahistre et Madotte » (202 ha), couvrant 2 communes du département[21] ;
- le « marais du pont des Tourradons » (157 ha), couvrant 2 communes du département[22] ;
- la « plaine entre Rhony et Vistre » (1 232 ha), couvrant 6 communes du département[23] ;
- la « plaine et marais du Vieux Vistre » (866 ha), couvrant 3 communes du département[24] ;
- et une ZNIEFF de type 2[Note 3],[19] :  le « Camargue gardoise » (42 422 ha), couvrant 12 communes dont 11 dans le Gard et 1 dans l'Hérault[25].

Carte des ZNIEFF de type 1 et 2 au Cailar.
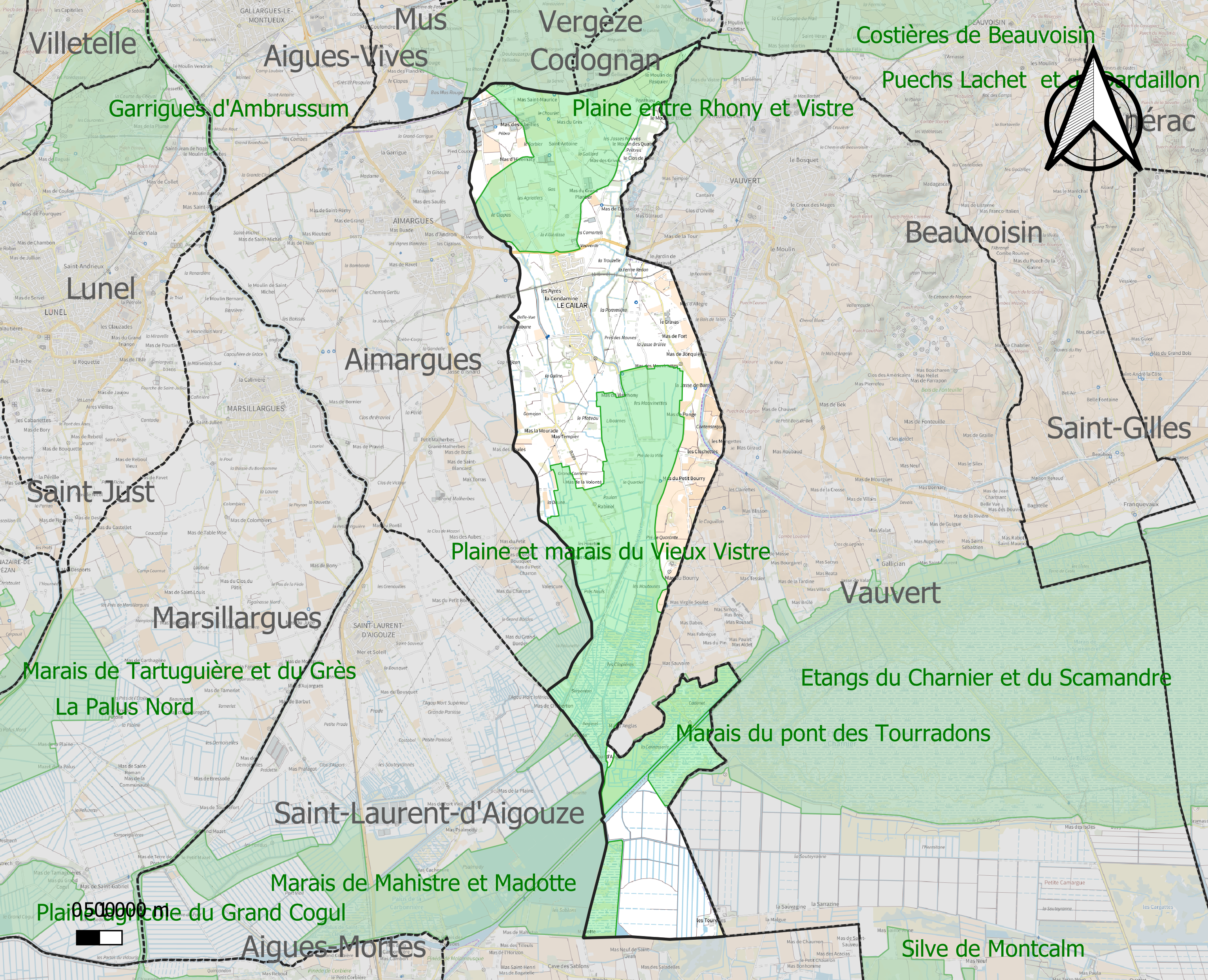
Carte des ZNIEFF de type 1 sur la commune.
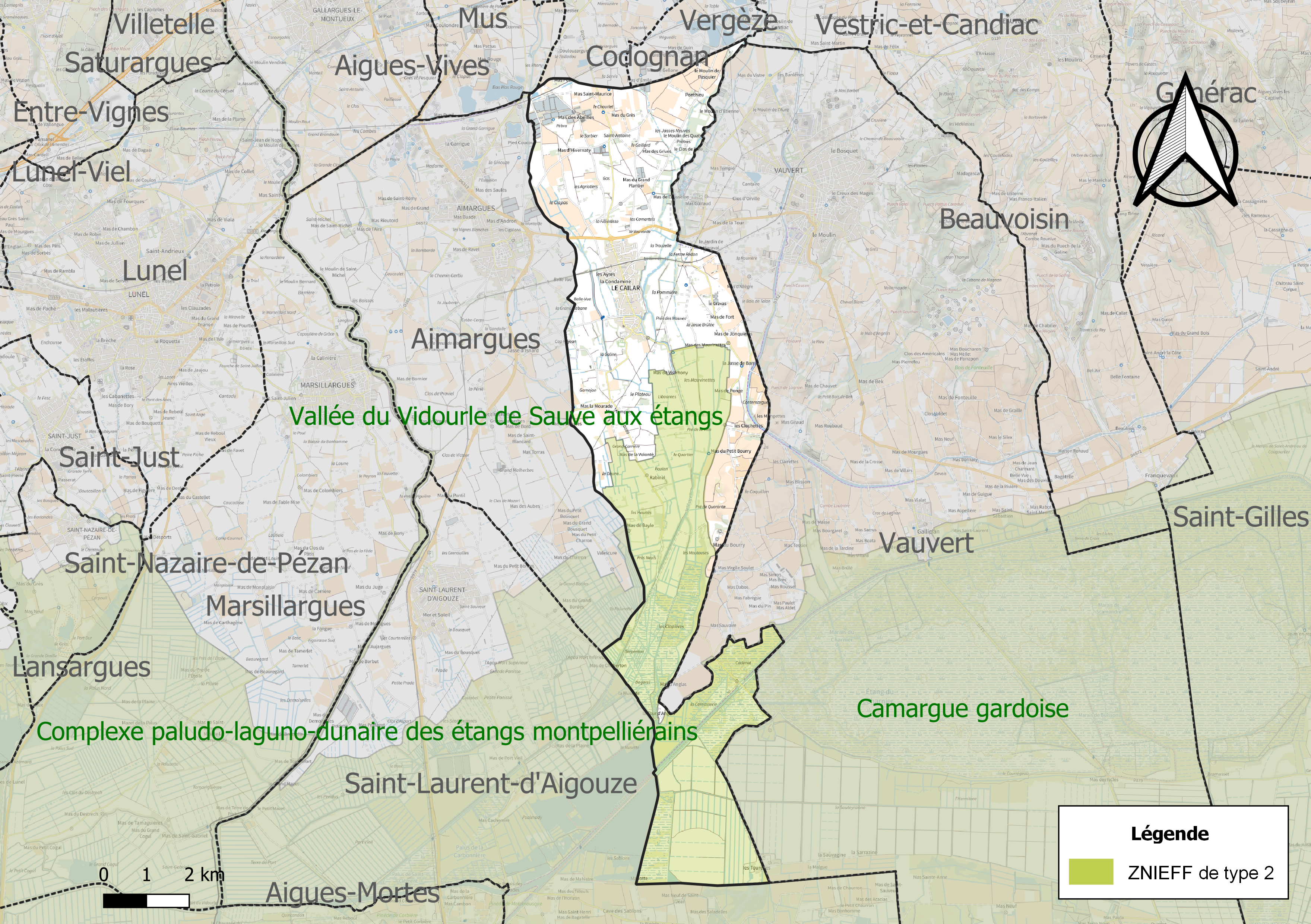
Carte de la ZNIEFF de type 2 sur la commune.

## Urbanisme

### Typologie
Au 1er janvier 2024, Le Cailar est catégorisée bourg rural, selon la nouvelle grille communale de densité à sept niveaux définie par l'Insee en 2022.
Elle appartient à l'unité urbaine de Le Cailar, une unité urbaine monocommunale constituant une ville isolée,. La commune est en outre hors attraction des villes,.

### Occupation des sols

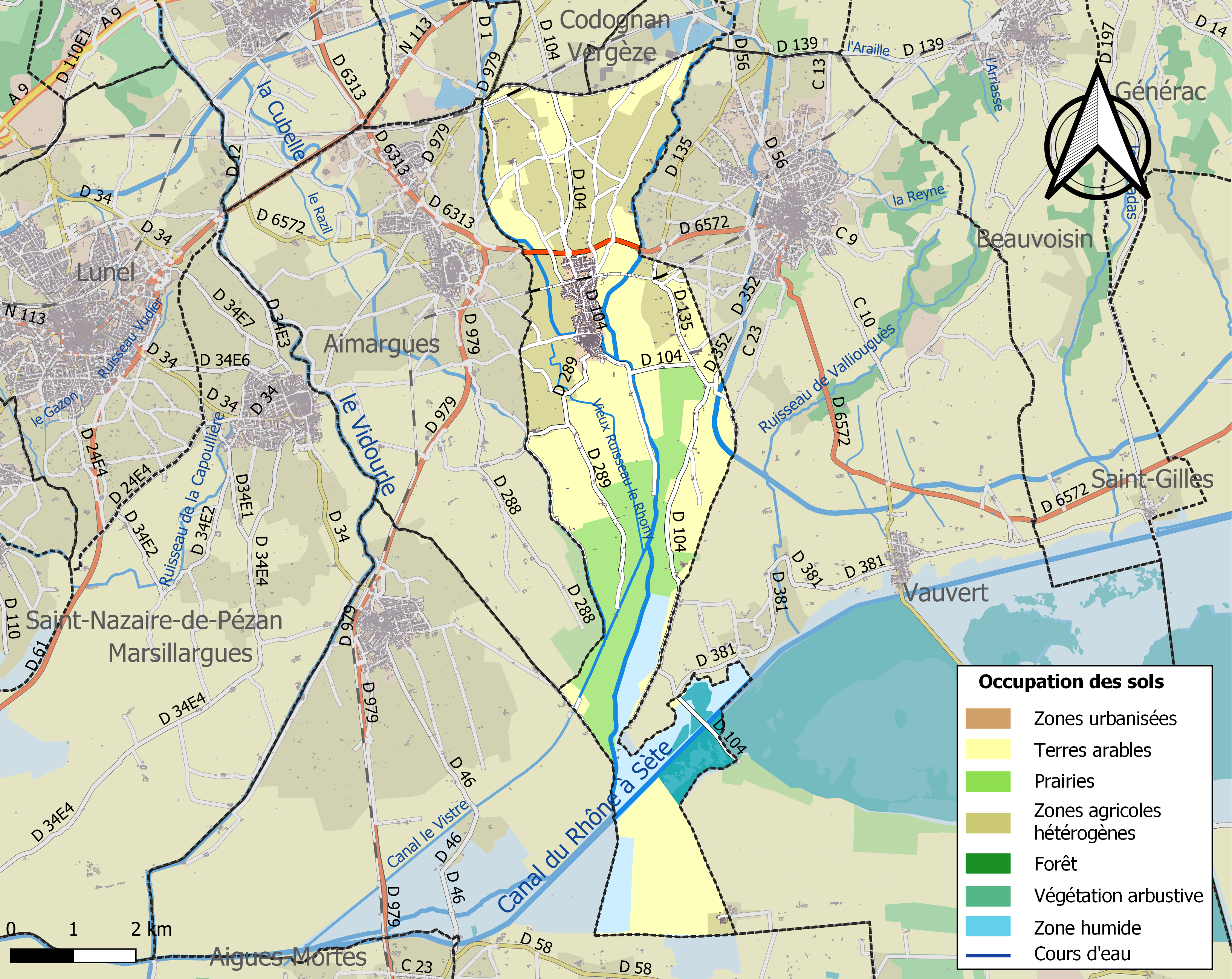
Carte des infrastructures et de l'occupation des sols de la commune en 2018 (CLC).

L'occupation des sols de la commune, telle qu'elle ressort de la base de données européenne d’occupation biophysique des sols Corine Land Cover (CLC), est marquée par l'importance des territoires agricoles (84,5 % en 2018), en diminution par rapport à 1990 (85,6 %). La répartition détaillée en 2018 est la suivante : terres arables (27,3 %), zones agricoles hétérogènes (26,8 %), prairies (16 %), cultures permanentes (14,4 %), zones humides intérieures (12,6 %), zones urbanisées (2,9 %). L'évolution de l'occupation des sols de la commune et de ses infrastructures peut être observée sur les différentes représentations cartographiques du territoire : la carte de Cassini (XVIIIe siècle), la carte d'état-major (1820-1866) et les cartes ou photos aériennes de l'IGN pour la période actuelle (1950 à aujourd'hui).

### Risques majeurs
Le territoire de la commune du Cailar est vulnérable à différents aléas naturels : météorologiques (tempête, orage, neige, grand froid, canicule ou sécheresse), inondations, feux de forêts et séisme (sismicité très faible). Il est également exposé à deux risques technologiques,  le transport de matières dangereuses et la rupture d'un barrage, et à un risque particulier : le risque de radon. Un site publié par le BRGM permet d'évaluer simplement et rapidement les risques d'un bien localisé soit par son adresse soit par le numéro de sa parcelle.

#### Risques naturels
La commune fait partie du territoire à risques importants d'inondation (TRI) de Nîmes, regroupant 20 communes soumises aux aléas de ruissellement pour la commune de Nîmes et de débordements de cours d'eau, notamment du Vistre, d'un de ses affluents, le Rhôny, et plus à la marge du Rhône, à l’aval, un des 31 TRI qui ont été arrêtés fin 2012 sur le bassin Rhône-Méditerranée. Les événements significatifs passés relatifs à la Vistre sont des crues rapides et violentes, qui causent d’importants dégâts, voire des pertes humaines (octobre 1988, septembre 2002, décembre 2003, septembre 2005 notamment). Concernant le Rhôny, les principales crues recensées à Codognan ont eu lieu en 1845, 1933, 1945, 1958, 1963, 1976, 1987 et en octobre 1988. Cette dernière est la plus importante et marquante pour la population nîmoise. Des cartes des surfaces inondables ont été établies pour trois scénarios : fréquent (crue de temps de retour de 10 ans à 30 ans), moyen (temps de retour de 100 ans à 300 ans) et extrême (temps de retour de l'ordre de 1 000 ans, qui met en défaut tout système de protection),. La commune a été reconnue en état de catastrophe naturelle au titre des dommages causés par les inondations et coulées de boue survenues en 1982, 1987, 1988, 1994, 1995, 1999, 2002, 2003, 2005, 2018 et 2021,.

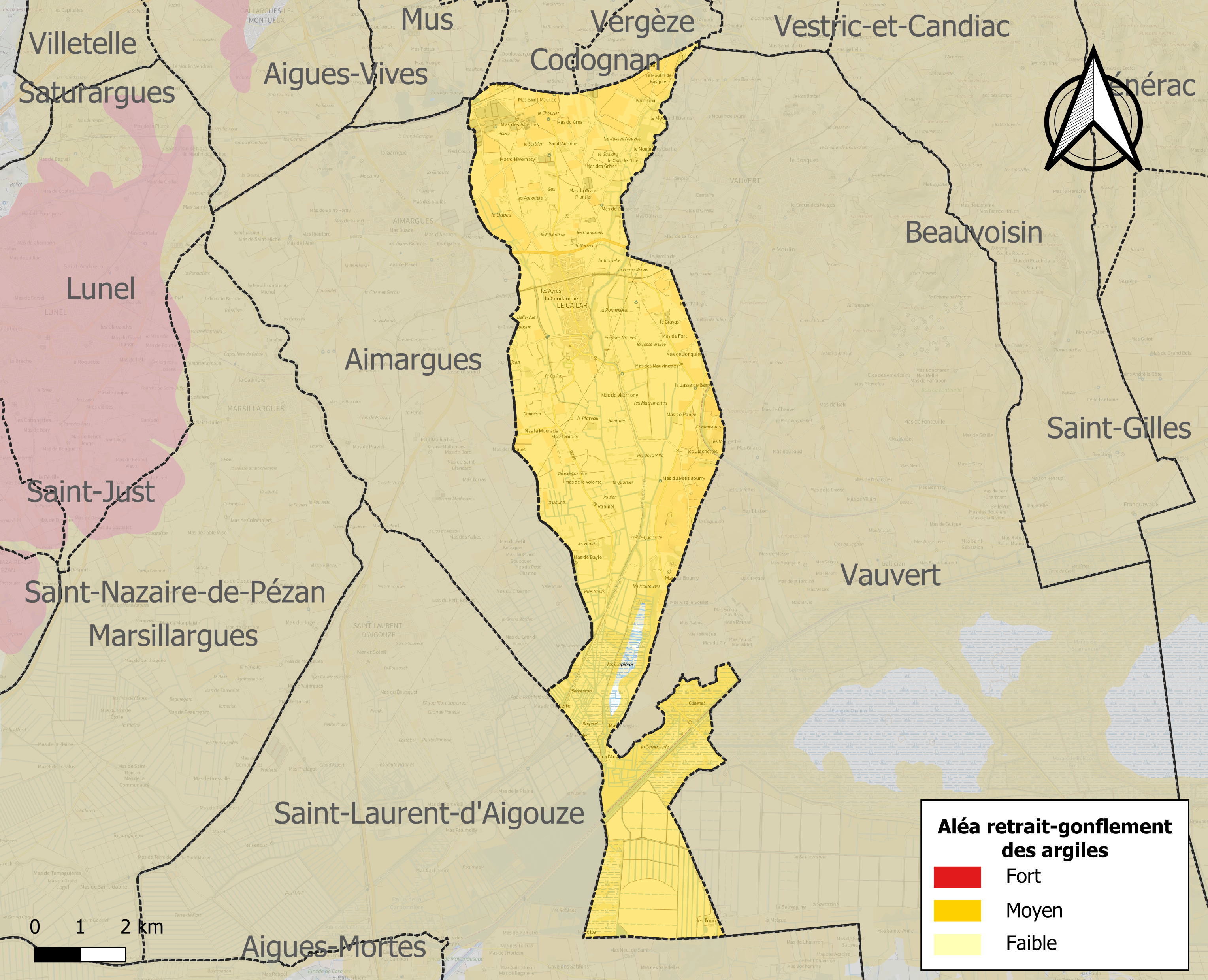
Carte des zones d'aléa retrait-gonflement des sols argileux du Cailar.

Le retrait-gonflement des sols argileux est susceptible d'engendrer des dommages importants aux bâtiments en cas d’alternance de périodes de sécheresse et de pluie. 99 % de la superficie communale est en aléa moyen ou fort (67,5 % au niveau départemental et 48,5 % au niveau national). Sur les 1 094 bâtiments dénombrés sur la commune en 2019, 1 094 sont en aléa moyen ou fort, soit 100 %, à comparer aux 90 % au niveau départemental et 54 % au niveau national. Une cartographie de l'exposition du territoire national au retrait gonflement des sols argileux est disponible sur le site du BRGM,.
Par ailleurs, afin de mieux appréhender le risque d'affaissement de terrain, l'inventaire national des cavités souterraines permet de localiser celles situées sur la commune.

#### Risques technologiques
Le risque de transport de matières dangereuses sur la commune est lié à sa traversée par des infrastructures routières ou ferroviaires importantes ou la présence d'une canalisation de transport d'hydrocarbures. Un accident se produisant sur de telles infrastructures est en effet susceptible d'avoir des effets graves au bâti ou aux personnes jusqu'à 350 m, selon la nature du matériau transporté. Des dispositions d'urbanisme peuvent être préconisées en conséquence.
La commune est en outre située en aval des barrages de Sainte-Croix et de Serre-Ponçon, deux ouvrages de classe A. À ce titre elle est susceptible d’être touchée par l’onde de submersion consécutive à la rupture d'un de ces ouvrages.

#### Risque particulier
Dans plusieurs parties du territoire national, le radon, accumulé dans certains logements ou autres locaux, peut constituer une source significative d’exposition de la population aux rayonnements ionisants. Certaines communes du département sont concernées par le risque radon à un niveau plus ou moins élevé. Selon la classification de 2018, la commune du Cailar est classée en zone 2, à savoir zone à potentiel radon faible mais sur lesquelles des facteurs géologiques particuliers peuvent faciliter le transfert du radon vers les bâtiments.

## Toponymie
Cailar, du roman Caylar, Caislar, Caslar, Castlar, du bas latin Caslarium, Castlarium, du latin castellare, château-fort.
Témoignage de la vie médiévale, ce nom de lieu rappelle la présence d'un château fort. Le latin Castellum est présent dans toute la France, comme il est présent dans notre département, il a donné avec le suffixe -are : Le Cailar (Castellare en 1018). Le Castellus de 675 confirme la réponse : il s'agit ici d'un château.
Ses habitants s'appellent les Cailarois mais devenus les Cailarens et Cailarenes plus proche de la Lèngo Nostro.

## Histoire

### Préhistoire
Il existe un site de fouilles, dit des Clochettes, où a été retrouvé du matériel préhistorique. Dans le passé, le village était plus proche des rives du Rhône (dont le lit a varié avec les siècles) et était quasiment au bord de la mer, à laquelle on accédait par une lagune aujourd’hui ensablée. Pour mémoire, il en est distant aujourd'hui d'une quinzaine de kilomètres à vol d'oiseau, avec l’ensablement, le littoral a pris sur la mer qui s’est donc éloignée. Cet emplacement privilégié, ajouté à sa situation au confluent de deux cours d'eau drainant l’arrière-pays, le Vistre et le Rhôny, en fait un endroit stratégique qui suscitera très tôt un intérêt pour les populations autochtones.

### Antiquité
Le site d'habitation du Cailar est très ancien. Depuis 2003, il s'y déroule des fouilles archéologiques mettant au jour de nombreux vestiges d'influences grecque et celtique, remarquables par leur singularité, datant du Ve au IIIe siècle av. J.-C.. Dans l'antiquité, il subira l'influence grecque et rhodienne jusqu'à devenir un petit comptoir, c’est-à-dire un port destiné à la pêche et aux échanges commerciaux qui comptera près de 5 000 habitants contre 2566 en 2022, d'où l'importance quantitative des vestiges retrouvés.
Peuplé vers le IIIe siècle av. J.-C. par les Volques Arécomiques, une tribu gauloise, il subira ensuite l'influence latine. On ne compte plus les bornes et traces de présence romaine et gallo-romaine dans cette région traversée à cette époque par la Via Domitia, une des principales voies romaines de circulation.

### Moyen Âge
Au Moyen Âge, le village, proche de la célèbre abbaye de Psalmodie et situé non loin de Saint-Gilles, un des hauts lieux religieux de l'époque en France où est né le pape Clément IV, se trouve sur une route régulièrement empruntée par les pèlerins qui se rendent à Saint-Jacques-de-Compostelle (la via Tolosana). C'est donc un site notable dont on trouve la trace dans des documents du VIIe siècle.
La région subira également à cette époque l'influence des Sarrazins, venus du sud, qui y font des raids réguliers pendant plus de cent ans. À l'opposé, elle connaîtra les conséquences des remous provoqués par Simon de Montfort en 1209 durant la croisade des albigeois qui voit les seigneurs du nord prendre l'ascendant sur ceux du sud. Cette campagne militaire signe le déclin de la Maison Trencavel, dont dépend alors la vicomté de Nîmes, dont dépend lui-même Le Cailar.
En 1212, les Bermond d'Anduze en prennent le contrôle et ajoutent à leurs titres celui de baron du Cailar. En 1382, le château primitif est incendié par des Tuchins venant de Beaucaire. Après diverses péripéties, le fief passera au XVIe siècle, par le jeu des alliances, aux Baschi d’Aubais (cf. les articles Achille de Baschi et Hautes-Duyes).

### Impôt proportionnel
C'est dans ce village, en 1158, qu'a été pour la première fois appliqué au Moyen Âge l'impôt proportionnel qui remplacera peu à peu dans toute la France l'impôt dit « par feu ».

### Époque moderne
Le château féodal, qui était probablement situé entre les arènes et le cimetière actuel, sur le point culminant du village, est détruit définitivement par le prince de Condé en 1628 durant les guerres de Religion.

### Révolution française et Empire
À la Révolution, il ne reste déjà plus que des traces du château féodal. Seul le nom de celui-ci gardera le souvenir de cette importante place forte.

### Époque contemporaine
Après la Première Guerre mondiale suivra une période de déclin relatif qui verra la population du village tomber à environ 1 000 personnes dans les années 1960, notamment à cause des grandes crises viticoles de la fin du XIXe et du début du XXe, pour remonter depuis grâce à un nouvel élan économique, dû notamment à l'essor du tourisme de masse.
En 2009, le village commémore le 150e anniversaire de Mirèio.

## Politique et administration

### Liste des maires
| Période                                  | Période    | Identité             | Étiquette | Qualité                                             |
| ---------------------------------------- | ---------- | -------------------- | --------- | --------------------------------------------------- |
|                                          |            | Paul Lamy            | PCF       | Conseiller général du canton de Vauvert (1945-1951) |
| 1967                                     | 1983       | René Clavel          | DVD       |                                                     |
| 1983                                     | mars 2001  | Pierre Bergé-Lefranc |           | Magistrat                                           |
| mars 2001                                | avril 2014 | Reine Bouvier        | DVG       | Commerçante                                         |
| avril 2014                               | En cours   | Joel Téna            | SE        | Directeur d'établissement bancaire                  |
| Les données manquantes sont à compléter. |            |                      |           |                                                     |

## Population et société

### Démographie
L'évolution du nombre d'habitants est connue à travers les recensements de la population effectués dans la commune depuis 1793. Pour les communes de moins de 10 000 habitants, une enquête de recensement portant sur toute la population est réalisée tous les cinq ans, les populations de référence des années intermédiaires étant quant à elles estimées par interpolation ou extrapolation. Pour la commune, le premier recensement exhaustif entrant dans le cadre du nouveau dispositif a été réalisé en 2006.

En 2022, la commune comptait 2 566 habitants, en évolution de +6,12 % par rapport à 2016 (Gard : +2,97 %, France hors Mayotte : +2,11 %).
| 1793 | 1800 | 1806  | 1821  | 1831  | 1836  | 1841  | 1846  | 1851  |
| ---- | ---- | ----- | ----- | ----- | ----- | ----- | ----- | ----- |
| 940  | 987  | 1 048 | 1 085 | 1 101 | 1 148 | 1 193 | 1 183 | 1 255 |

| 1856  | 1861  | 1866  | 1872  | 1876  | 1881  | 1886  | 1891  | 1896  |
| ----- | ----- | ----- | ----- | ----- | ----- | ----- | ----- | ----- |
| 1 295 | 1 249 | 1 335 | 1 231 | 1 257 | 1 302 | 1 289 | 1 306 | 1 344 |

| 1901  | 1906  | 1911  | 1921  | 1926  | 1931  | 1936  | 1946  | 1954  |
| ----- | ----- | ----- | ----- | ----- | ----- | ----- | ----- | ----- |
| 1 516 | 1 529 | 1 545 | 1 411 | 1 418 | 1 309 | 1 321 | 1 068 | 1 156 |

| 1962  | 1968  | 1975  | 1982  | 1990  | 1999  | 2006  | 2011  | 2016  |
| ----- | ----- | ----- | ----- | ----- | ----- | ----- | ----- | ----- |
| 1 109 | 1 158 | 1 222 | 1 412 | 1 929 | 2 311 | 2 369 | 2 347 | 2 418 |

| 2021  | 2022  | - | - | - | - | - | - | - |
| ----- | ----- | - | - | - | - | - | - | - |
| 2 517 | 2 566 | - | - | - | - | - | - | - |

### Manifestations culturelles et festivités

#### Fête votive
La fête votive se tient chaque année début août. Pierre Combescot a pu estimer que durant cet événement, Le Cailar est « le village de France le plus alcoolisé au mètre carré ».
En 2014, Sophie Calle monte à cette occasion avec Stephan Eicher un groupe éphémère, les Roulettes polymères, qui se produit sous la férule de Sébastien Bantzé, une figure locale. En 2018, Eicher se produit avec sa formation au complet, devant un « public médusé » selon Hocine Rouagdia.

## Économie

### Revenus
En 2018 (données Insee publiées en septembre 2021), la commune compte 1 053 ménages fiscaux, regroupant 2 511 personnes. La médiane du revenu disponible par unité de consommation est de 21 270 € (20 020 € dans le département). 51 % des ménages fiscaux sont imposés (43,9 % dans le département).

### Emploi
|                | 2008   | 2013  | 2018  |
| -------------- | ------ | ----- | ----- |
| Commune        | 8,6 %  | 9,3 % | 9,4 % |
| Département    | 10,6 % | 12 %  | 12 %  |
| France entière | 8,3 %  | 10 %  | 10 %  |

En 2018, la population âgée de 15 à 64 ans s'élève à 1 483 personnes, parmi lesquelles on compte 74,6 % d'actifs (65,2 % ayant un emploi et 9,4 % de chômeurs) et 25,4 % d'inactifs,. En 2018, le taux de chômage communal (au sens du recensement) des 15-64 ans est inférieur à celui de la France et du département, alors qu'en 2008 il était supérieur à celui de la France.
La commune est hors attraction des villes,. Elle compte 344 emplois en 2018, contre 360 en 2013 et 340 en 2008. Le nombre d'actifs ayant un emploi résidant dans la commune est de 994, soit un indicateur de concentration d'emploi de 34,6 % et un taux d'activité parmi les 15 ans ou plus de 55,6 %.
Sur ces 994 actifs de 15 ans ou plus ayant un emploi, 193 travaillent dans la commune, soit 20 % des habitants. Pour se rendre au travail, 88,4 % des habitants utilisent un véhicule personnel ou de fonction à quatre roues, 1,7 % les transports en commun, 5,2 % s'y rendent en deux-roues, à vélo ou à pied et 4,7 % n'ont pas besoin de transport (travail au domicile).

### Activités hors agriculture

#### Secteurs d'activités
177 établissements sont implantés au Cailar au 31 décembre 2019. Le tableau ci-dessous en détaille le nombre par secteur d'activité et compare les ratios avec ceux du département,.
| Secteur d'activité                                                                                        | Commune | Commune | Département |
| Secteur d'activité                                                                                        | Nombre  | %       | %           |
| --- | ------- | ------- | ----------- |
| Ensemble                                                                                                  | 177     | 100 %   | (100 %)     |
| Industrie manufacturière, industries extractives et autres                                                | 12      | 6,8 %   | (7,9 %)     |
| Construction                                                                                              | 33      | 18,6 %  | (15,5 %)    |
| Commerce de gros et de détail, transports, hébergement et restauration                                    | 44      | 24,9 %  | (30 %)      |
| Information et communication                                                                              | 1       | 0,6 %   | (2,2 %)     |
| Activités financières et d'assurance                                                                      | 3       | 1,7 %   | (3 %)       |
| Activités immobilières                                                                                    | 6       | 3,4 %   | (4,1 %)     |
| Activités spécialisées, scientifiques et techniques et activités de services administratifs et de soutien | 28      | 15,8 %  | (14,9 %)    |
| Administration publique, enseignement, santé humaine et action sociale                                    | 19      | 10,7 %  | (13,5 %)    |
| Autres activités de services                                                                              | 31      | 17,5 %  | (8,8 %)     |

Le secteur du commerce de gros et de détail, des transports, de l'hébergement et de la restauration est prépondérant sur la commune puisqu'il représente 24,9 % du nombre total d'établissements de la commune (44 sur les 177 entreprises implantées au Le Cailar), contre 30 % au niveau départemental.

### Agriculture
La commune est dans la « Plaine Viticole », une petite région agricole occupant le sud-est du département du Gard. En 2020, l'orientation technico-économique de l'agriculture sur la commune est la polyculture et/ou le polyélevage. 
|               | 1988  | 2000  | 2010  | 2020  |
| ------------- | ----- | ----- | ----- | ----- |
| Exploitations | 132   | 89    | 60    | 46    |
| SAU (ha)      | 2 255 | 1 933 | 2 148 | 1 631 |

Le nombre d'exploitations agricoles en activité et ayant leur siège dans la commune est passé de 132 lors du recensement agricole de 1988 à 89 en 2000 puis à 60 en 2010 et enfin à 46 en 2020, soit une baisse de 65 % en 32 ans. Le même mouvement est observé à l'échelle du département qui a perdu pendant cette période 61 % de ses exploitations,. La surface agricole utilisée sur la commune a également diminué, passant de 2 255 ha en 1988 à 1 631 ha en 2020. Parallèlement la surface agricole utilisée moyenne par exploitation a augmenté, passant de 17 à 35 ha.

## Culture locale et patrimoine

### Édifices civils
- La mairie est installée dans un bâtiment du XVIIIe siècle, ancienne caserne des dragons du Roi. Elle fut construite au début du XVIIIe, à la suite de la guerre des Camisards pour aider à pacifier la région.
- Tour de l'horloge coiffée d'une toiture.
- Tour d'Anglas : à l'extérieur du village, on aperçoit la Tour d'Anglas, ancienne tour d'octroi en direction de la mer, datant du XIVe siècle qui est très bien restaurée. Elle doit son nom au comte François-Antoine de Boissy d'Anglas, noble d'origine protestante et figure de la Révolution française.
- Mas Les Hourtès : ancienne propriété de Marie-Laure de Noailles, qui comporte de nombreux éléments décoratifs remarquables, dont, entre autres, une verrière réalisée par le sculpteur César Baldaccini et des tapisseries art and craft signées William Morris. C'est la résidence de l'ancien manadier Jean Lafont, dont on peut voir, non loin de là, le mausolée, sculpture de l'artiste Jean-Michel Othoniel à qui l'on doit l'entrée de la station de métro parisienne Palais-Royal-Musée du Louvre.
- Tombes de taureaux : Ce sont des taureaux cocardiers qui y reposent, la population du village ayant décidé d’honorer leurs qualités de bravoure exceptionnelles lors de leurs participations aux courses camarguaises. La plus visible est celle du taureau Le Sanglier, de la manade Fernand Granon (années 1920-30), qui trône à l’entrée du village. Plus discrète, la tombe du taureau Le Cosaque, de la manade Lafont (années 1950), se trouve dans les prés.
- La « Maison aux volets verts », où Fernand Granon a fini ses jours.
- La stèle en hommage aux gardians Marcel Ferraud et Gérard Rouquairol, morts accidentellement en 1977, près du pont de la Clapière[55].

### Édifices religieux
- Église Saint-Étienne du Cailar. L'église est de style roman dont certaines parties datent des XIe et XVIIe siècles, l'église Saint-Étienne du Cailar a en effet été incendiée plusieurs fois, notamment pendant la guerre des camisards, en 1705 par le chef camisard Catinat, puis reconstruite. Saint-Louis s'y est probablement recueilli en 1248 avant son départ vers le port d'Aigues-Mortes et la septième croisade. La Façade occidentale (y compris le clocher) a été inscrit au titre des monuments historiques en 1951[56].
- Temple protestant du Cailar.

### Patrimoine culturel

#### Signalétique
En 1996, le village s'est doté d'une signalétique hors du commun réalisée par l'artiste François Boisrond. Mise en place par les commerçants du village grâce au programme de la Fondation de France, elle indique l'ensemble des commerces, artisanats et lieux publics du village. Cette opération est une initiative du Cercle d'Art Contemporain du Cailar. Celui-ci présente depuis 1988 des créations relatives à l'identité culturelle du village dont l’élément principal est le taureau de Camargue. Fondé par Jean-Marie Bénézet, cette association a exposé plus de 140 artistes contemporains, certains émergents, d’autres de notoriété internationale tels que Jean Le Gac, Valery Koshlyakov, Claude Viallat, Hervé Di Rosa, Robert Combas, Gilles Aillaud, Jean-Michel Alberola, Pentti Sammallahti, Jean-Paul Chambas ou Lucio Fanti.

#### Tauromachie et élevage
Le village dispose d'arènes communales, les Arènes du Cailar. Elles sont destinées aux novilladas et aux courses camarguaises. Elles ont été inscrites aux Monuments historiques le 18 janvier 1993. Elles ont une capacité de plus de 1 100 places.
Outre les monuments, le site est particulièrement remarquable par sa situation exceptionnelle en petite Camargue et l'aspect préservé de ses alentours, partagés entre les prairies où paissent les taureaux et chevaux sauvages et les marécages (marais de la Souteyranne par exemple) à la flore et faune très diversifiée. C’est au Cailar que sont apparues, au XIXe siècle, les premières manades (troupeaux d’élevage en semi liberté) de taureaux exclusivement réservés à la course camarguaise. Cette pratique s’est développée en raison de la survivance d’un droit féodal, le « droit d’esplèche » : une jouissance à titre gracieux des terres non cultivées, par les habitants du village, pour y faire paître les troupeaux. Au début des années 1960, on compte déjà au Cailar les manades Aubanel, Blatière, Lafont et Raynaud. C’est aujourd'hui encore le village qui comporte le plus grand nombre de ces élevages prestigieux, d'où son surnom de Capitale de la Petite Camargue.

### Personnalités liées à la commune
- Abdias Maurel (mort en 1705), chef camisard, né au Cailar.
- François Mingaud (1771-1847), officier et joueur de billard français, né au Cailar.
- Jean Bernard Jauréguiberry (1815-1887), officier de marine et homme politique, propriétaire du mas de Jauréguiberry au Cailar[60].
- Sully-André Peyre (1890-1961), écrivain, né au Cailar.
- Jean Jourdan (1908-1986), militant anarchiste, mort au Cailar, où il avait créé sa guinguette.
- Pierre Combescot (1940-2017), écrivain et journaliste français y a vécu et y est inhumé.
- Xavier Ruas (1943-), raseteur, vivant au Cailar.
- Michel Falguières (1948-2018), écrivain français, résidant au Cailar.
- Frédéric Lopez (1949-), raseteur, né au Cailar.
- Sophie Calle (1953-), artiste plasticienne, vivant au Cailar.
- Damien Dubois (1961-), pianiste et compositeur vivant au Cailar, récompensé d’un Music Award à Hollywood.
- Alain Guyard (1966-), philosophe, ayant vécu au Cailar.
- Loïc Auzolle (1985-), raseteur, vainqueur du Trophée des As, né au Cailar.
- Henri-Charles Puech, (1902-1986), originaire du Cailar où il conserve une maison avec ses frères, historien des religions qui occupa la chaire d'histoire des religions du Collège de France de 1952 à 1972.

## Héraldique
| Blason de Le Cailar | Blason  | D'argent au saule de sinople. |
| Blason de Le Cailar | Détails | Le blason figuré sur les documents émanant de la mairie figure un saule non "pleureur". Le blasonnement laisse toute liberté quant à l'espèce. |